# Jean-Marc Aveline
Jean-Marc Noël Aveline, född 26 december 1958 i Sidi Bel Abbès i Algeriet (dåvarande Franska Algeriet), är en fransk kardinal i Romersk-katolska kyrkan. 
Aveline föddes i Franska Algeriet med tvingades fly med sin familj 1962 när Algeriet blev självständigt 1962 efter flera års krig. Familjen slog sig ner i Marseille 1966.
År 2019 utsågs han till ärkebiskop av Marseille och 2022 upphöjdes han till kardinal av påve Franciskus.
Aveline sägs ha varit Franciskus favorit till att efterträda honom som påve.